# Salim Djefaflia
Salim Djefaflia (Arles, 1978. október 9. –) algériai származású francia labdarúgócsatár.